# Bokšići
Bokšići (cyr. Бокшићи) – wieś w Bośni i Hercegowinie, w Federacji Bośni i Hercegowiny, w kantonie sarajewskim, w gminie Ilijaš. W 2013 roku liczyła 27 mieszkańców, z czego większość stanowili Chorwaci.

## Położenie
Wieś położona jest w odległości około 15 km na północny wschód od stolicy gminy- Ilijaš i około 25 km na północ od Sarajewa, przy drodze M18.

## Klimat
Miejscowość położona jest w strefie klimatu umiarkowanego przejściowego między klimatem kontynentalnym a śródziemnomorskim. Charakterystycznymi cechami tego klimatu są bardzo mroźne zimy i upalne lata. Dodatkowo zimą występują bardzo silne wiatry.

## Demografia
W 1991 roku wieś zamieszkiwało 107 osób, w tym 77 Chorwatów (71,96%), 18 osób deklarujących przynależność do Muzułmanów z narodowości (16,82%), 8 Serbów (7,48%), 2 Jugosłowian (1,87%) i 2 osoby, których narodowości nie określono (1,87%).